# Dōjō
Dojo (道場 (đạo trường) dōjō) là một thuật ngữ tiếng Nhật vốn có nghĩa là "nơi của con đường". Ban đầu, các dōjō là một phần bổ trợ cho các đền thờ và chùa chiền.
Trong thế giới phương Tây, thuật ngữ dōjō chủ yếu đề cập đến một địa điểm đào tạo đặc biệt cho các bộ môn võ thuật Nhật Bản như aikido, judo, karate, hoặc samurai; tại Nhật Bản, bất kỳ cơ sở tập luyện thể dục thể thao nào, bao gồm các môn phái đấu vật chuyên nghiệp, có thể được gọi là dōjō bởi nguồn gốc võ thuật gần gũi với nhau. Thuật ngữ cũng có thể đề cập đến một nơi đào tạo chính thức cho bất kỳ bộ môn nghệ thuật Nhật Bản nào kết thúc bằng chữ "do", nghĩa là "con đường".

## Trong võ thuật

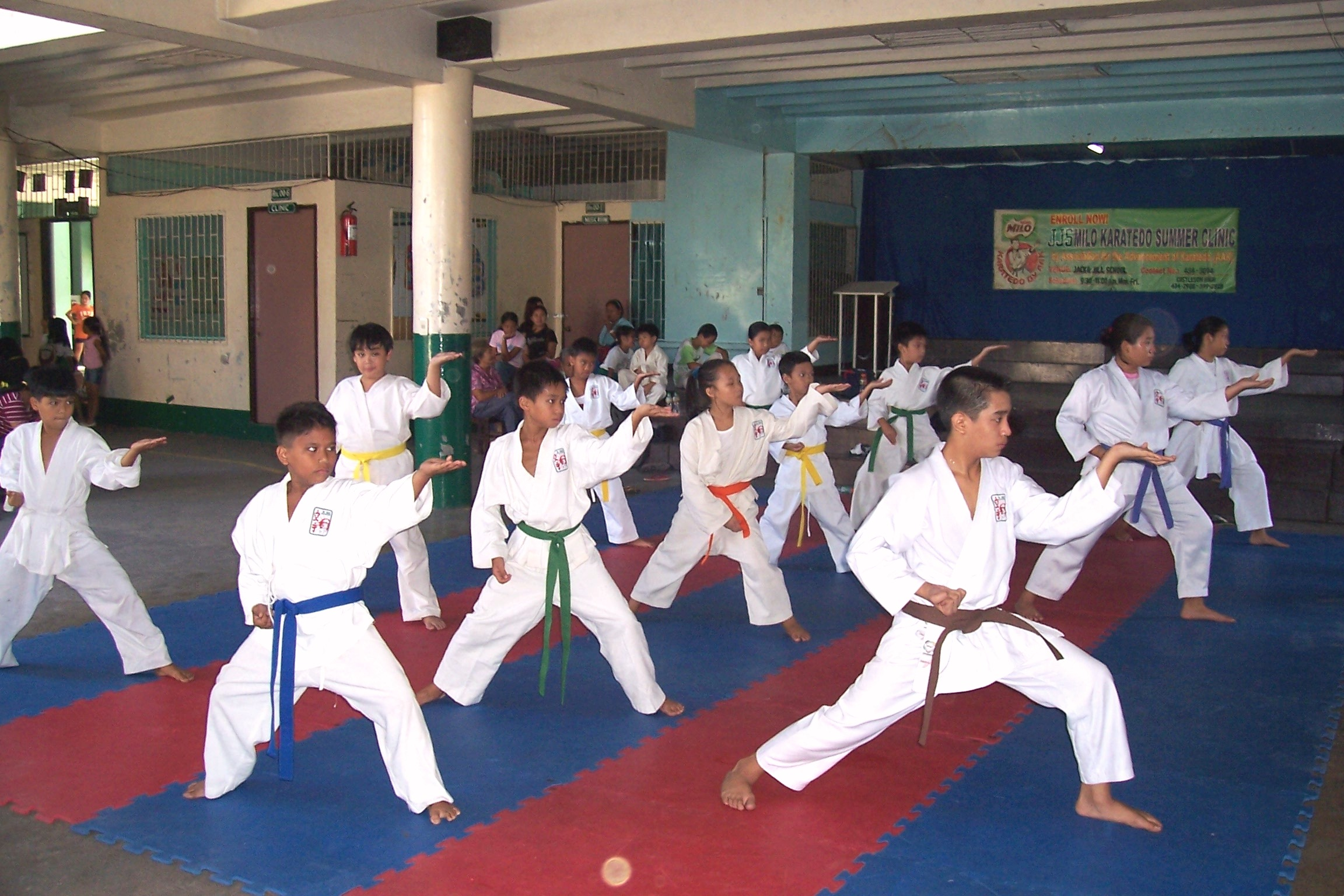
Các karateka trau dồi kỹ năng của họ tại dojo

Một dōjō nguyên bản của võ thuật Nhật Bản được coi là đặc biệt và được chăm sóc tốt bởi người sử dụng. Giày dép không được đeo trong một dōjō. Trong nhiều phong cách, theo truyền thống, người ta cần hướng dẫn một nghi thức rửa tay chân nhằm thanh tẩy (sōji) của dōjō vào thời điểm bắt đầu và/hoặc kết thúc mỗi buổi tập. Bên cạnh lợi ích vệ sinh rõ ràng của việc vệ sinh thường xuyên, nó cũng giúp củng cố thực tế rằng dōjō được hỗ trợ và quản lý bởi tập thể võ sinh (hoặc bởi các võ sinh đặc biệt, ví dụ như uchi-deshi), chứ không phải là nhân viên giảng dạy của trường phái. Quan điểm này đã biến mất trong nhiều dōjō hiện đại được thành lập và điều hành bởi một nhóm người hoặc giảng viên nhỏ. Thực tế, có một điều không phải quá hiếm rằng trong các trường học truyền thống (koryu), dōjō hiếm khi được sử dụng để huấn luyện, thay vào đó được dành thời gian cho các dịp mang tính biểu tượng hay trang trọng nhiều hơn. Việc đào tạo thực tế thường được thực hiện ở ngoài trời hoặc trong một khu vực ít trang trọng hơn.
Nhiều dōjō truyền thống tuân theo một khuôn mẫu được quy định với shomen ("mặt trước") và các lối vào khác nhau được sử dụng dựa trên xếp hạng của võ sinh và giảng viên được đặt ra một cách chính xác. Thông thường, võ sinh sẽ đi vào góc dưới bên trái của dōjō (ám chỉ shomen), còn giảng viên sẽ vào từ góc trên bên phải. Shomen thường có một đền thờ Thần đạo với một tác phẩm điêu khắc, cắm hoa hoặc bày các hiện vật. Thuật ngữ kamiza có nghĩa "nơi của danh dự" và một thuật ngữ liên quan, kamidana đề cập đến bản thân đền thờ đó. Các hiện vật khác có thể được bày trong dōjō, chẳng hạn như kanban ủy quyền cho môn phái trong một phong cách hoặc chiến lược, và các vật dụng như trống taiko hoặc giáp (yoroi). Không quá hiếm để tìm thấy tên gọi dōjō và dōjō kun (dịch thô là "luật lệ của dōjō") cũng được trưng một cách nổi bật ở shomen. Khách viếng thăm có thể có một địa điểm đặc biệt được dành riêng, tùy thuộc vào cấp bậc và địa vị. Vũ khí và các thiết bị đào tạo khác thường được tìm thấy trên tường phía sau.

### Hombu dōjō
Một hombu dōjō là một cơ sở đào tạo trung tâm và trụ sở hành chính của một phong cách võ thuật đặc biệt.
Một số dōjō nổi tiếng ở Nhật Bản là:
- Kodokan (Judo)
- Aikikai Hombu Dōjō (Aikido)
- Noma dojo (Kendo)
- Nakazato Karate Weapons Gym (Shorin-Ryu Shorinkan)

### Các tên khác cho phòng huấn luyện
Các tên khác cho các loại phòng huấn luyện tương đương với "dojo" bao gồm:
- Akhara (võ thuật Ấn Độ)
- Dojang (võ thuật Triều Tiên)
- Gelanggang (silat Melayu)
- Heya (sumo)
- Kalari (kalaripayat)
- Sasaran (pencak silat)
- Võ quán (wushu)

## Trong Thiền tông
Thuật ngữ dōjō đôi khi được sử dụng để mô tả các thiền đường nơi các thiền sinh thực hành thiền tập tọa thiền. Thuật ngữ thay thế "zendo" cụ thể hơn và được sử dụng rộng rãi hơn. Các đoàn thể thiền Sōtō ở châu Âu đã nhất trí với Hiệp hội Thiền Quốc tế ưu tiên sử dụng thuật ngữ "dōjō" thay cho zendo để mô tả các thiền đường của họ cũng như bậc thầy sáng lập, Deshimaru Taisen.